# ТМУ61
ТМУ61 (рос. Тепловоз, Маневровый, Узкоколейный, 61 — рік виготовлення) — вузькоколійний мотовоз, раніше кваліфікувався як тепловоз. Виготовлявся на декількох заводах СРСР.

## Історія
Розробка мотовозу почалася на початку 1961 року, при співробітництві КЕЗ та ВНІТІ. За початковим проєктом потужність двигуна мала сягати 75 к.с. (проєктна назва ТМУ7-1, МД75). Через завершення виробництва дизельних двигунів Д75, Харківського мотобудівного заводу «Серп і Молот», було вирішено використати СМД-14Б.

### Калинівський екскаваторний завод
Спочатку виробництво почалося на Калінінському екскаваторному заводі (перейменований на ЗАТ "Тверський екскаватор") з 1961 по 1964 рік. В 1961 році завод виготовив партію з 132 локомотивів, але через дефіцит двигунів виробництво перейшло на модель МД54-4, з слабшим двигуном. 
Згодом, в 1964 році, завод виготовив ще 59 локомотивів, і завершив виробництво, передавши всю документацію на Губинське торфопідприємство.

### Істьєнський машинобудівний завод
З 1962 й до 1964 року, до виробництва доєднався Істьєнський машинобудівний завод. На ньому виготовлено 190 локомотивів.

### Губинське торфопідприємство
Останнім доєдналося Губинське торфопідприємство, виробництво тривало, з 1963 по 1964 рік. Незважаючи на те, що на цьому підприємстві модель виготовлялася всього лише два роки, вдалося побудувати значну кількість мотовозів, 147 одиниць виготовлено за 1964, і 309 за весь час виробництва на цьому підприємстві.
До кожного посібника з використання додавався акт-рекламація. Цей акт відправлявся, після деякого часу використання та заповнення його машиністом або механіком, назад на завод, де його переглядав головний інженер.

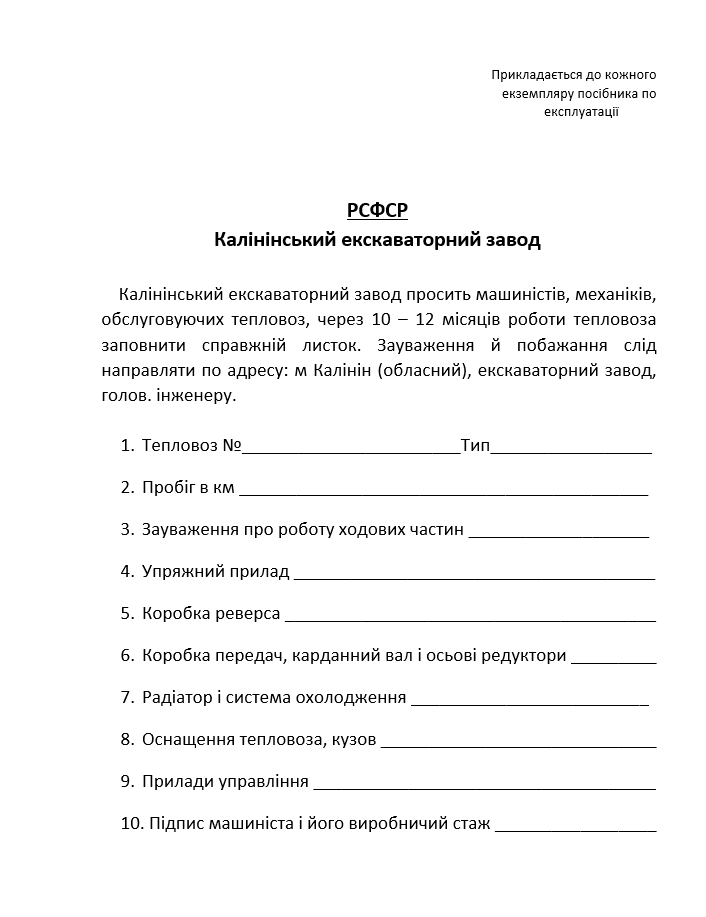
Приклад тексту акту-рекламації до ТМУ61. (Оригінал російською)

За весь час виробництва створено 3357 локомотивів.

## Опис
В передній частині мотовоза розміщений дизельний двигун, зі всіма супутніми механізмами. Двигун зі всіх сторін накритий капотом. За двигуном розміщена силова передача, в яку входять: головна муфта зчеплення, коробка передач, пружна муфта, коробка реверса, два приводних вали, роздавальна коробка, чотири кардани, та чотири осьових редуктори. 
Двигун з коробкою передач та коробкою реверса розміщений на швелерній рамі, яка являється основою всього мотовоза. Коробка передач взята від трактора ТДТ-40. На рамі встановлена та закріплена кабіна, кузов, гальмівна система й ударно-упряжні механізми. Рама спирається на два візки, через ковзани.
Кабіна виготовлена з металу, закритого типу з повітряним обігрівом від двигуна. В даху кабіни розміщений люк, з можливістю відкривання, використовується при ремонті мотовоза для підйому коробки реверса.
В кабіні знаходяться механізми управління мотовозом. Перед сидінням машиніста встановлений щиток з контрольними приладами.
Позаду кабіни знаходиться паливний бак. Кузов металевий, з двома поздовжніми ящиками для баласту.
Мотовоз має електричне освітлення. На кабіні встановлені дві фари: одна направлена для руху вперед, інша встановлена для руху назад. Також встановлено два стоп-сигнали.

## Технічні характеристики[8]

### Загальні характеристики
- Тип: маневровий
- Марка: ТМУ61

- Передача: механічна

- Конструкційна швидкість: 20 км/год / 20.6 км/год
- Службова маса: 9000 кг (з баластом 10000 кг)
- Ширина: 2115 мм
- Висота: 2980 мм
- Довжина: 7152 мм
- Відстань між центрами візків: 3800 мм
- База візка: 1400 мм
- Гальма: пневматичні та ручні
- Колія: 750 мм
- Колісна формула: 0-2-0+0-2-0
- Діаметр коліс: 600 мм
- Мін. радіус проходження кривих: 25 м

### Силова установка
На мотовозах випуску 1960, 1961, 1962 роках встановлювався двигун Д-54А (Д-75).

#### СМД-14Б
- Марка: СМД-14Б
- Тип: чотирьохтактний
- Обертів на хвилину: 1500 ±30
- Потужність: 62 к.с.
- Охолодження: водяне
- Передатне число осьового редуктора: 6,67
- Мін. швидкість при 900 об/хв колінчастого валу: 2,6 км/год
- Макс. швидкість при 1500 об/хв колінчастого валу: 23,6 км/год

#### Д-54А (Д-75)
- Марка: Д-54А
- Тип: чотирьохтактний
- Обертів на хвилину: 1300 ±30
- Потужність: 54 к.с.
- Охолодження: водяне

### Компресор
- Марка: ЗИЛ-150

- Тип: поршневий
- Кількість циліндрів: 2
- Відстань між циліндрами: 66, 6 мм
- Діаметр циліндрів: 52 мм
- Хід поршня: 38 мм
- Робочий об'єм циліндрів: 0, 162 мм
- Привід компресора: пасковий
- Передатне число приводу: 1, 61
- Система охолодження голівки: повітряна
- Система змащування: комбінована від двигуна

### Електроніка
- Генератор: Г-214 (постійний ток 12 В, сила току 15 А)
- Акумулятор: 6 ст-54
- Система електропроводки: однопровідна
- Світлові точки: 2 лампи для освітлення шляху, 2 стоп-сигнали, лампа в кабіні, лампа на щиті управління
- Розетка для переносної лампи: 1 розетка під капотом на передній стінці кабіни

### Контрольні прилади
- Манометр масла: МД-212
- Дистанційний термометр води: УТ-101Е
- Дистанційний термометр масла: УТ-101Г
- Манометр тиску повітря: МД-1
- Амперметр: АП-6Е
- ЛІчильник мотогодин: встановлений на двигуні